# Borgo Marinari

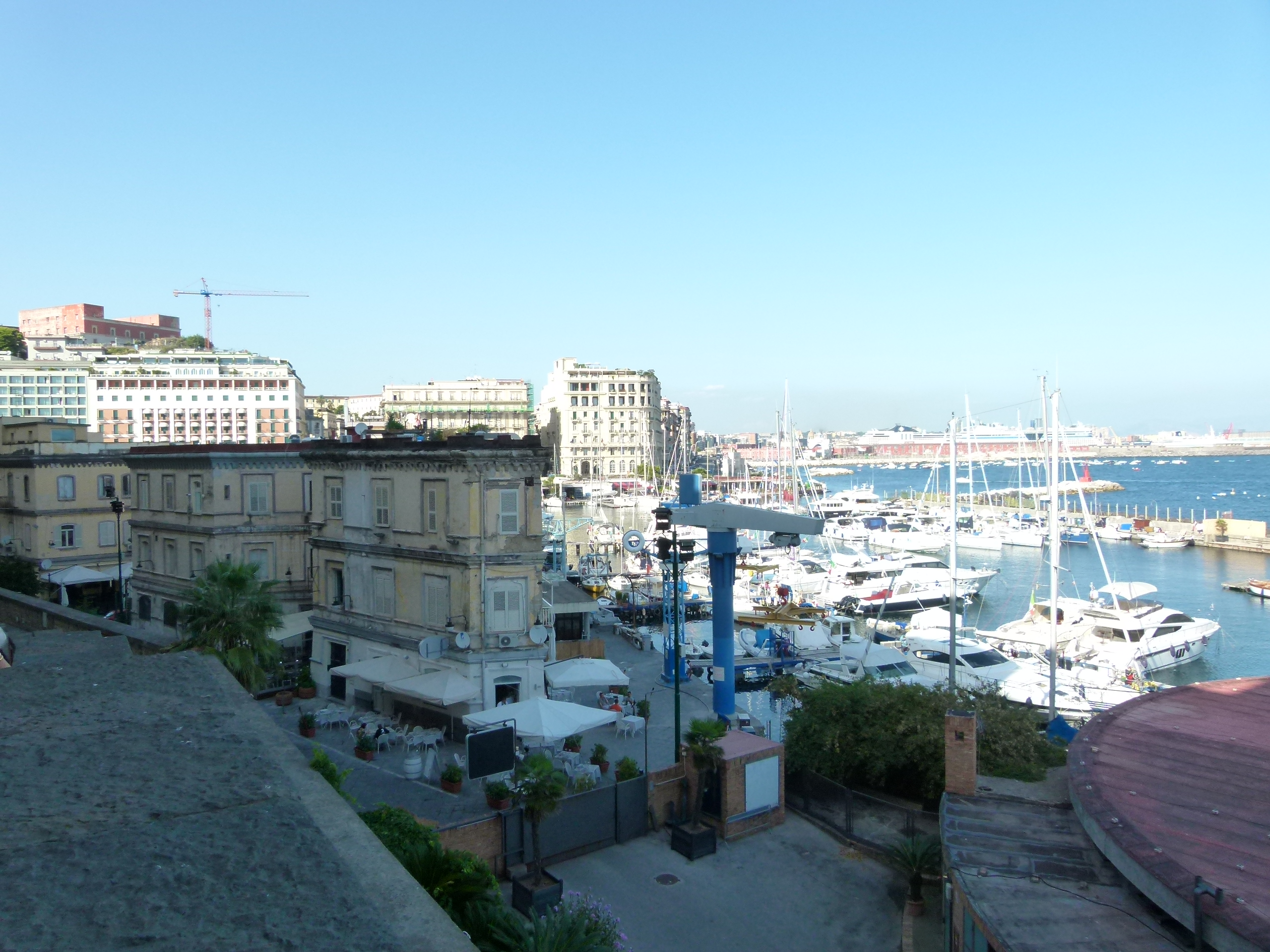
Borgo marinari e sullo sfondo Monte Echia

Il Borgo Marinari, nuova denominazione di quello che prima era il Borgo Marinaro di Napoli, tale borgo è ubicato sull'Isolotto di Megaride, a ridosso, a levante, del Castel dell'Ovo, nel quartiere San Ferdinando. Esso è unito alla terraferma tramite un istmo artificiale collegato col Borgo Santa Lucia. La confusione toponomastica è  dipesa dal fatto che al Borgo Marinaro esiste una piazzetta denominata Piazzetta Marinari.

## Storia
L'isolotto di Megaride già nel I secolo a. C. era sede di una dépendance della Villa di Licinio Lucullo. Nel V secolo qui si insediarono alcuni monaci Basiliani che fondarono il loro convento, dedicato prima a San Salvatore e, successivamente, a San Sebastiano. Per questo motivo l'isolotto venne chiamato Isolotto di San Salvatore. Oggi del convento rimane solo la chiesa di San Salvatore.
Per la minaccia di un'invasione normanna, in tarda epoca ducale, i monaci vennero trasferiti, per far posto ad un fortilizio. Dopo la conquista di Napoli, i Normanni affidarono la trasformazione del fortilizio in fortezza, all'architetto Buono. Questo è l'embrione di Castel dell'Ovo.
Nel 1886 il Comune di Napoli, nell’ambito dell’ammodernamento della vasta area prospiciente l’arenile, approvò il progetto dell’ingegnere Luigi Lopez per il risanamento di un borgo di pescatori che si trovava ai piedi della collina di Pizzofalcone; a tal fine i pescatori e le loro famiglie vennero sfrattati e ricollocati nel rione appositamente costruito sui suoli sottostanti il Castel dell’Ovo.

## Descrizione
La vita del borgo è legata alle attività del suo porticciolo e di quelle del confinante Borgo Santa Lucia di cui costituisce lo sbocco a mare. In passato da qui partivano gli scafi blu dei contrabbandieri di sigarette. Solo negli anni '90 le forze dell'ordine sono riuscite a debellare definitivamente questi lucrosi traffici. Oggi il borgo è stato ripulito e ospita prevalentemente attività culturali e turistiche. Il porticciolo supporta il funzionamento dei circoli nautici della banchina Santa Lucia dove sono ormeggiati numerosi  motoscafi, yacht e barche a vela.
Oltre al castello, il borgo consta di poche abitazioni. I sei palazzi, tutti a due piani, ed al centro c'è una piazzetta. Data la vocazione turistica, le attività commerciali sono per lo più bar e ristoranti, ma non mancano negozi ed officine per la nautica.

## Galleria d'immagini

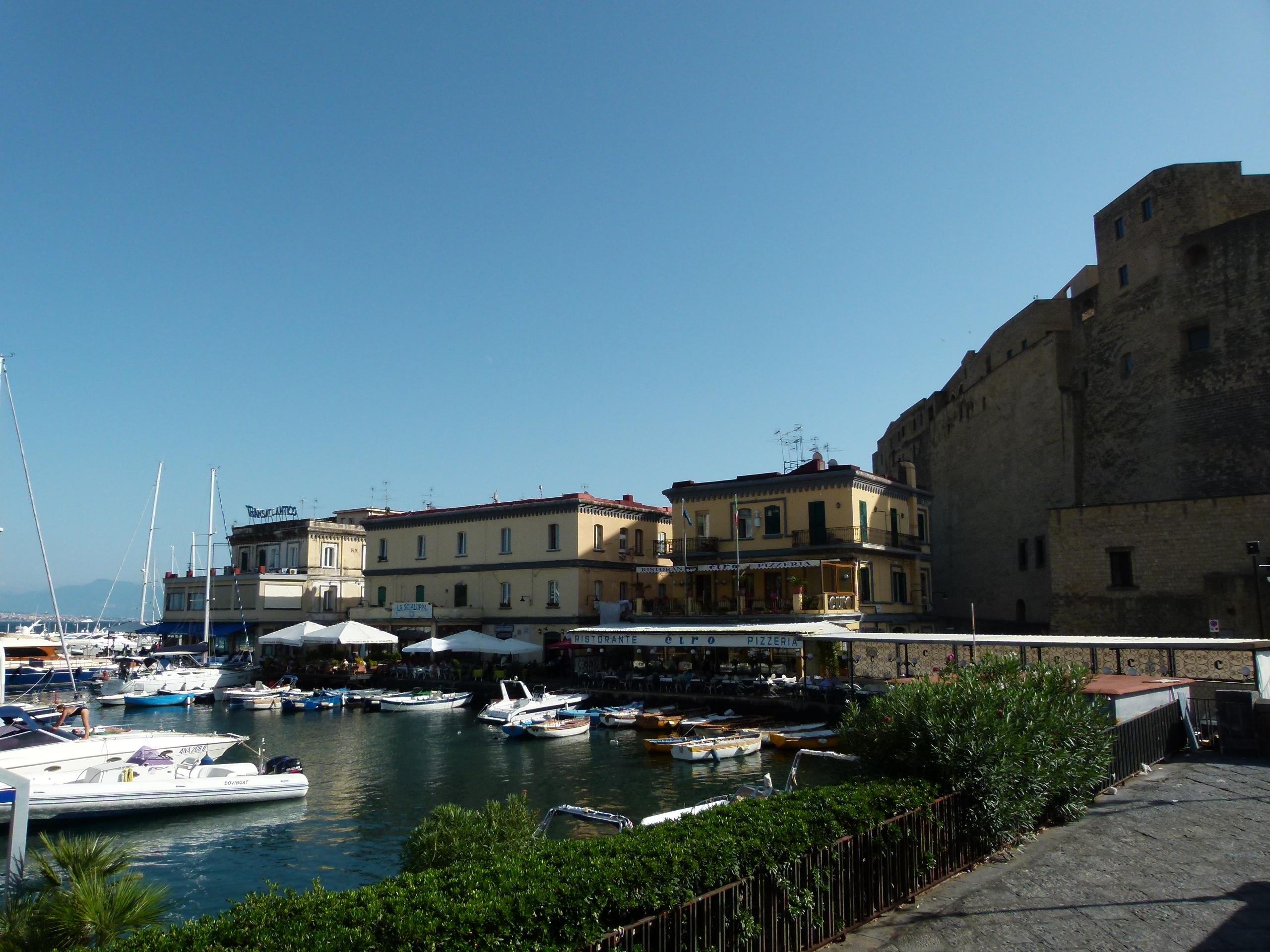
Uno scorcio del porticciolo del borgo marinari
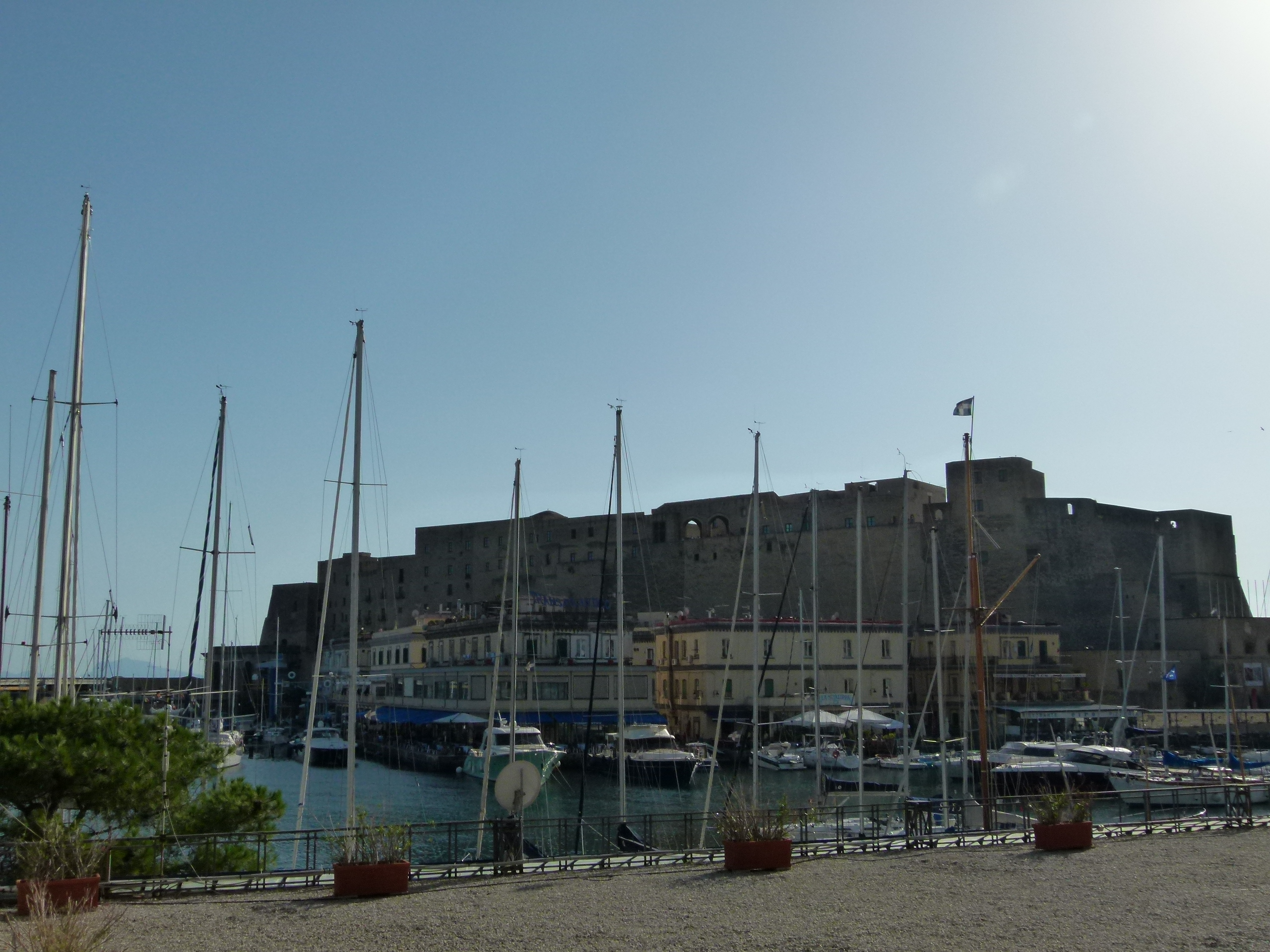
Borgo marinari all'ombra di Castel dell'Ovo
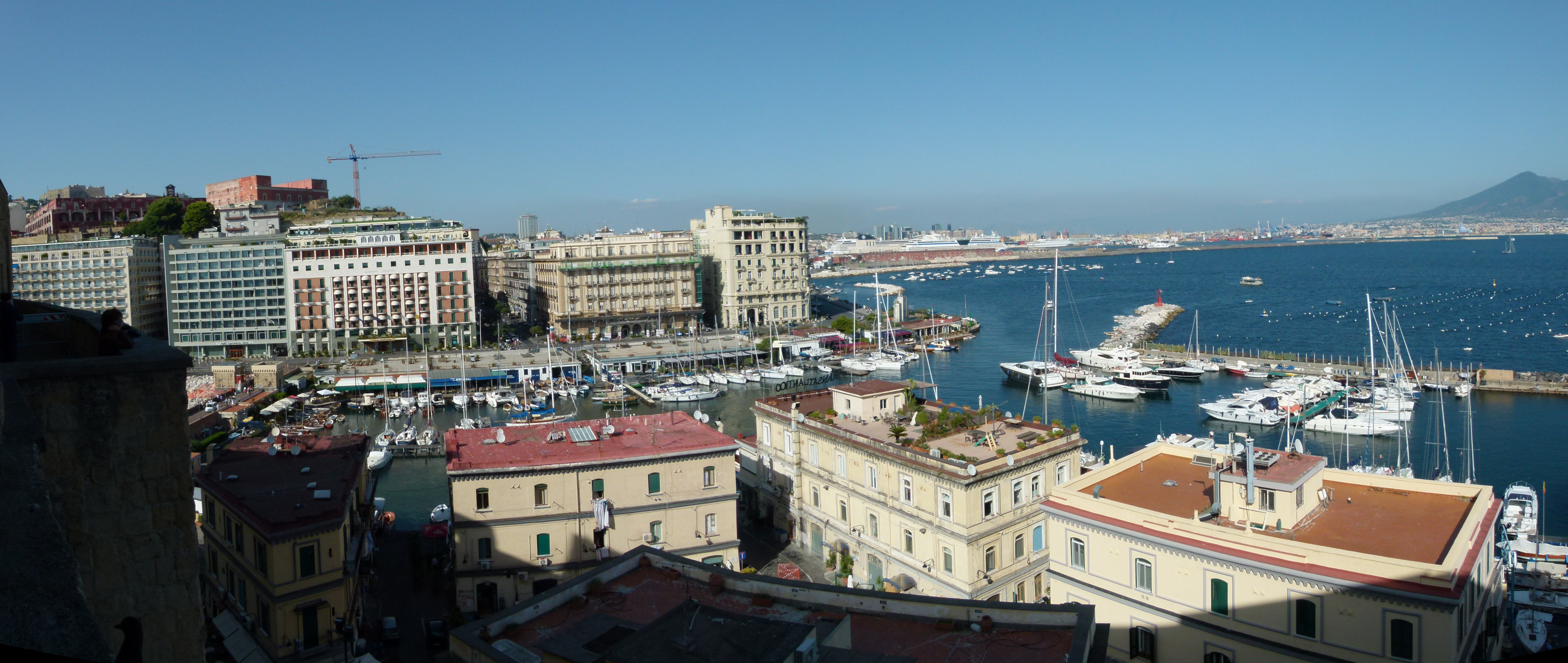
Panoramica del borgo da Castel dell'Ovo
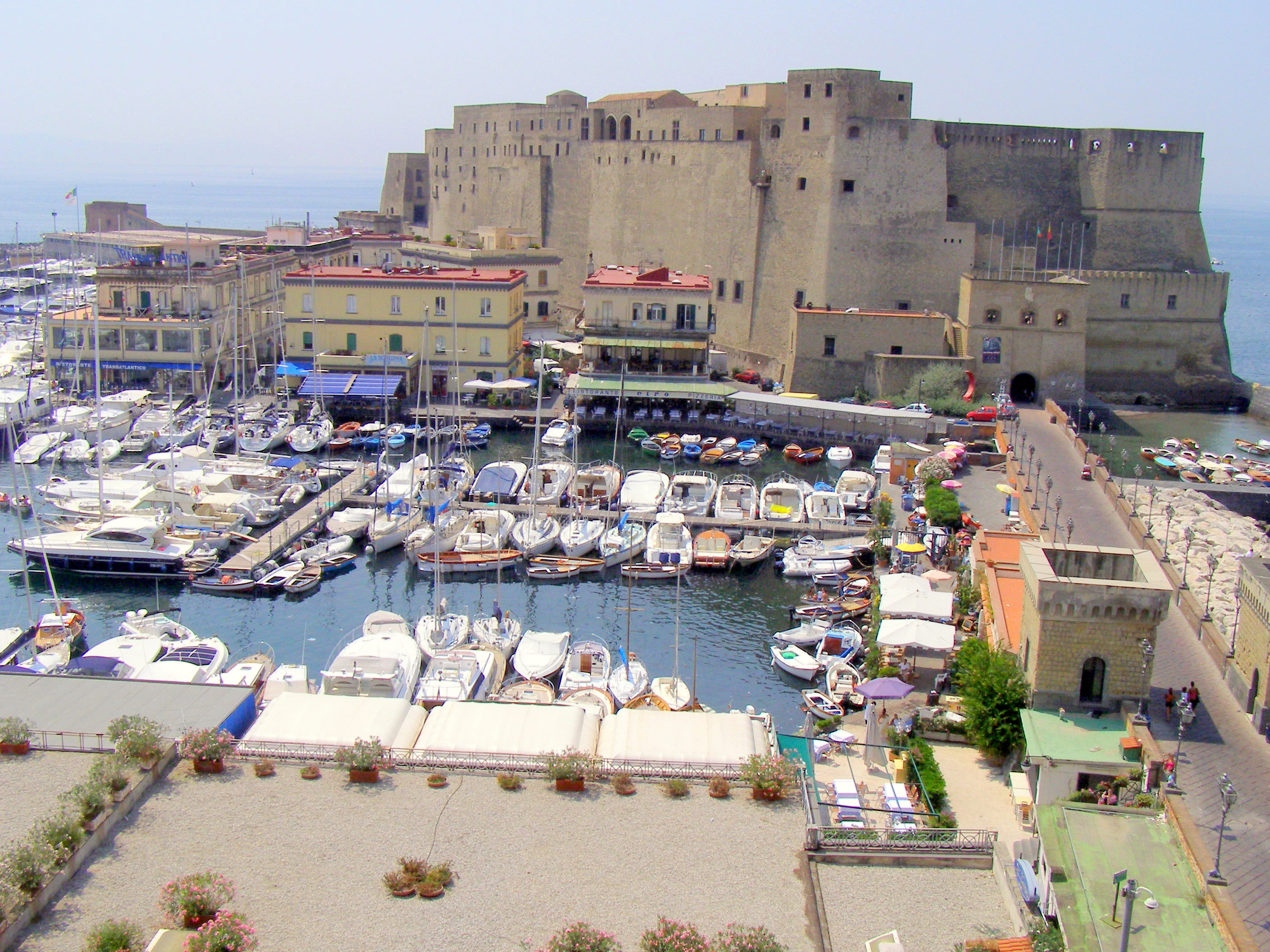
Borgo marinari col porticciolo